# Johnsbåen
Johnsbåen är en kulle i Antarktis. Den ligger i Östantarktis. Norge gör anspråk på området. Toppen på Johnsbåen är 2 024 meter över havet, eller 60 meter över den omgivande terrängen. Bredden vid basen är 2,1 km.
Terrängen runt Johnsbåen är platt åt sydost, men åt nordväst är den kuperad. Trakten är obefolkad. Det finns inga samhällen i närheten. 